# مورگان جونز (بازیگر، زاده ۱۸۷۹)
مورگان جونز (انگلیسی: Morgan Jones؛ ۱۸۷۹ – ۲۱ سپتامبر ۱۹۵۱) هنرپیشه اهل ایالات متحده آمریکا بود.
از فیلم‌ها یا برنامه‌های تلویزیونی که وی در آن نقش داشته‌است می‌توان به سرقت بزرگ قطار اشاره کرد.